# Dryadodaphne trachyphloia
Dryadodaphne trachyphloia là một loài thực vật có hoa trong họ Atherospermataceae. Loài này được Schodde mô tả khoa học đầu tiên năm 2007.